# Чугуївка (аеродром)
Чугуївка (Соколовка) — військовий аеродром в Приморському краї, розташований неподалік від села Чугуївка. З 2016 аеродром використовується в якості резервного 22-м винищувальним авіаполком 303-ї змішаної авіаційної дивізії 11-ї армії ВПС і ППО.

## Історія
Авіабаза Чугуївка була побудована Радянським Союзом з основною метою боротьби з літаками-розвідниками Lockheed SR-71 Blackbird, що безкарно робили розвідувальні польоти. Основним оператором бази був 530-й винищувальний авіаційний полк 11-ї окремої армії протиповітряної оборони радянських військ ППО.
У 1960-х роках у Чугуєвці перебували літаки МіГ-17, а до 1972 року в аналізі ЦРУ було зазначено 43 перехоплювачі МіГ-17 та 10 навчально-тренувальних літаків МіГ-15УТІ. В 1970-х роках, коли польоти SR-71 стали проблемою, на базу було передислоковано 36 нових надзвукових перехоплювачів МіГ-25П, котрі могли розвивати швидкість в 3 Маха і теоретично були здатні наздоганяти цей американський літак-розвідник.
З 1990-х років, після розпаду Радянського Союзу, аеродром експлуатується російськими ВПС, а МіГ-25 були виведені з експлуатації як основні літаки та замінені на МіГ-31.

## Катастрофи та інциденти
- 6 вересня 1976 Беленко Віктор Іванович за штурвалом літака МіГ-25, одного з найновіших та секретного, на той час, вилетів з аеродрому Чугуївка та приземлився на території Японії. Метою була втеча з СРСР. Льотчик отримав політичний притулок, а літак пізніше був повернений до СРСР в розібраному стані. Крім розсекречення нового літака, відчутних морально-політичних втрат, втеча завдала СРСР і значних матеріальних збитків. СРСР був змушений замінити всю апаратуру системи розпізнавання літаків «свій-чужий» у всій країні[4][5].